# Байк-джоринг
Байк-джоринг (англ. Bikejoring) — вид спорта, у истоков которого лежит езда на собачьих упряжках. Дисциплина ездового спорта, разновидность драйленда, в котором собака буксирует велосипед. Изначально, байкджоринг использовался для тренировок ездовых собак в бесснежное время года, позднее стал самостоятельным видом кинологического спорта.

## Общие положения
В гонках, как правило, используются горные велосипеды и выносливые породы собак приспособленные для тягловых нагрузок: сибирский хаски, аляскинский маламут, курцхар, дратхар и их метисы. 
Однако, любая собака, которой под силу тянуть на буксире поклажу и при этом быстро бежать в нужном направлении в упряжке, может поучаствовать в обучении байк-джорингу. Байк-джоринг — это вид активности, полезный для здоровья собаки, он обеспечивает её физической нагрузкой и занятием, обеспечивает выплеск лишней энергии, позволяет хозяину и собаке проводить качественное время вместе, улучшает контакт. Байк-джоринг — это развлечение, но в нём существуют свои опасности. Животные могут отвлечься на окружающие события и стать неуправляемыми.
Как правило, на соревнованиях, команды начинают забеги по отдельности, чтобы избежать досадных случайностей, травм и аварий. В таком случае время определяется по таймеру.
Байк-джоринг обычно проводится по пересеченной местности на дорогах без асфальтового покрытия. Собакам нельзя долго бежать по асфальту, поскольку это может повредить их лапы. И чрезмерная нагрузка ложится также на суставы и скелет. Большинство соревнований по байк-джорингу имеют строгие правила и ограничения по возрасту и состоянию здоровья собак, все участники проходят ветеринарный контроль перед стартом. Организаторы также обеспечивают остановки для питья. Человек-участник также должен заботиться о своей собственной безопасности, надевая защитное оборудование и держа велосипед в хорошем рабочем состоянии.

## Экипировка
- Шлейка специальной конструкции, индивидуально подбираемая для каждой собаки
- Потяг — собака пристегивается к велосипеду специальным тросом с амортизатором, позволяющим гасить резкие рывки при стартах и торможениях.
- Шлем для велосипедиста
- Защитные очки для велосипедиста, особенно при заездах в лесной местности
- Велосипедные перчатки, для длительных тренировок и заездов на длинные дистанции
- Спрингер — специальное устройство, предотвращающее попадание потяга под колесо велосипеда. Важно, чтобы ремни упряжи не крепились к ручкам руля.[2][3]

1. ↑  Cashmore, Amanda (9 февраля 2019). Bikejoring: Cycling with dogs' help. Архивировано 11 мая 2019. Дата обращения: 18 июня 2019.
2. ↑  Байкджоринг. v-mire-sobak.ru. Дата обращения: 18 июня 2019. Архивировано 12 февраля 2019 года.
3. ↑  Bikejoring Info - Equipment. sites.google.com. Дата обращения: 16 августа 2019. Архивировано 23 октября 2020 года.